# Музей Михайла Коцюбинського (Сімеїз)

Музей Коцюбинського в Сімеїзі. На передньому Петро Бабець — історик-краєзнавець.

Музей Михайла Коцюбинського в Сімеїзі існував з 1968 року, але у 2009 р. був закритий. Після упорядкування приміщення 15 травня 2011 року в Сімеїзі відбулося відкриття музею українського письменника Михайла Коцюбинського.
Своє перебування в Сімеїзі Михайло Коцюбинський увічнив у новелі «На камені». У 1911 році він приїхав в Сімеїз вдруге і вже з сім'єю, зняв кімнату у купця Гафурова. Саме в цьому будинку — нині на вулиці Жовтневій сьогодні діє меморіальний музей.

## Експозиція
Експозиція музею розповідає про життєвий і творчий шлях класика української літератури. Матеріали для виставки збиралися зусиллями музеїв Коцюбинського у Вінниці, Чернігові, а також краєзнавчими музеями Алушти та Ялти.

## Громадська ініціатива на підтримку музею
Доктор медичних наук в активний громадський діяч з м. Ялта Володимир Навроцький на відкритті музею сказав:
| «Відродження музею в Сімеїзі повинне послужити передумовою для перетворення селища з його дивними пам'ятниками історії й природи в селище Коцюбинського, на кшталт волошинського Коктебеля, де слід було б проводити регулярні літературно-історичні читання і різні конференції». |